# Ануфриев, Александр Александрович
Александр Александрович Ануфриев (10 мая 1926, Ижма, Автономная область Коми (Зырян) — 26 сентября 1966, Нарьян-Мар, Архангельская область) — советский легкоатлет, призёр Олимпийских игр. Заслуженный мастер спорта СССР (1952).

## Биография
Александр Ануфриев родился в 1926 году в селе Ижма, по национальности — коми-ижемец. С 1936 года жил с родителями в Нарьян-Маре. После школы работал возчиком на лесозаводе, затем плотником. В 1944 году был призван в армию, воевал на Карельском фронте, был ранен. Для преодоления последствий ранения Ануфриев начал самостоятельные спортивные занятия, с помощью которых полностью восстановил здоровье и смог продолжить службу в войсках МВД в городе Дзержинске Горьковской области. После демобилизации в 1950 году Александр Ануфриев был зачислен на Горьковский автомобильный завод, где тренировал команду по легкой атлетике. В 1951 году на чемпионате РСФСР он был первым на дистанциях 5000 м и 10 000 м, на чемпионате СССР стал призёром на дистанции 5000 м и был включён в олимпийскую сборную СССР. В 1952 году на Олимпийских играх в Хельсинки Александр Ануфриев завоевал бронзовую медаль на дистанции 10 000 м. Ануфриев стал первым мужчиной, выигравшим олимпийскую медаль в истории советского спорта.
В 1954 году Александр Ануфриев поступил учиться в школу тренеров при Киевском государственном институте физкультуры. Завершив учёбу, он работал в ЦС ДСО «Авангард» (с 1956), затем был тренером по лёгкой атлетике в Киевском совете этого общества (1959). В 1960 стал тренером по лёгкой атлетике в Северодвинске, в 1961—1962 годах — инструктором спортклуба завода «Запорожсталь». В 1963 переехал в Нарьян-Мар, работал плотником на Печорском лесозаводе № 51 и на общественных началах руководил на предприятии легкоатлетической секцией.
Александр Ануфриев погиб в 1966 году в результате транспортного происшествия на реке Печора в 10 км от Нарьян-Мара.